# Barbadiaanse voetbalbond
De Barbados Football Association of Barbadiaanse voetbalbond (BFA) is de voetbalbond van Barbados. De voetbalbond werd opgericht in 1910 en is sinds 1967 lid van de CONCACAF. In 1968 werd de bond lid van de FIFA. De oorspronkelijke naam bij de oprichting was Barbados Football Amateur Association. 
De voetbalbond is verantwoordelijk voor het Barbadiaans voetbalelftal.

## President
De huidige president (december 2018) is Randy Harris.